# Victor Herbin
Pour les articles homonymes, voir Herbin et Hennequin.
Charles Victor Hennequin, connu sous le pseudonyme de Victor Herbin (Maastricht, 9 août 1804 - Château de Gingelom, 8 mars 1868) est un journaliste et auteur dramatique français.

## Biographie
Journaliste à la Revue de Rouen et de Normandie, au Moniteur des théâtres et à la Gazette des Théâtres, directeur de publication de la France départementale, fondateur de la Revue du Théâtre, Journal des auteurs, des artistes et des gens du monde (juillet 1834) dont il sera rédacteur en chef jusqu'en 1838, ce qui nous laisse une correspondance avec des auteurs comme Alfred de Vigny, Théophile Gautier, Victor Hugo ou Alexandre Dumas, ami de Prosper Valmore, on lui doit aussi quelques pièces de théâtre qui ont été représentées au Théâtre du Panthéon et au Théâtre de l'Ambigu-Comique.

## Œuvres
- Dissertatio inauguralis historico-juridica de origine et natura principatus urbis Trajecti ad Mosam medio aevo... quam, sous son véritable patronyme, 1829
- Besoin de reconnaissance, nouvelle, 1833
- Paul, nouvelle, 1833
- Jeanne de Flandre, drame en quatre actes, avec Louis-Marie Fontan, 1834
- L'Expiation, drame en trois actes et quatre tableaux, 1836
- Les Jumeaux béarnais ou la Flétrissure, drame en quatre actes, avec Paul-Henri Foucher, 1842
- Lutèce et Paris, histoire religieuse, civile, monumentale et morale, du vieux et du nouveau Paris, 1847